# Tratado de Brundísio
O Tratado de Brundísio foi um acordo celebrado em Brundísio (atual Brindisi) em 40 a.C., entre os três triúnviros Caio Júlio César Otaviano (mais tarde Augustus, o primeiro imperador de Roma), Marco António (ex-tenente de César) e Lépido (outro ex-tenente de César).

## Antecedentes
O acordo faz parte da instabilidade política que seguiu após o assassinato de César em março de 44 a.C.. Entre as muitas personalidades que queriam assumir um papel de liderança, Otaviano e Marco António, inicialmente unidos para combater Cássio e Brutu na guerra Civil dos Libertadores e vingar a morte de César. Para restaurar a lei e a ordem e trazer estabilidade a República, foi estabelecido em 43 a.C. o Segundo Triunvirato, que ao contrário do primeiro, foi um pacto legal, embora na verdade, marcou uma primeira partição do estado entre os três generais romanos.
Após a vitoria da batalha de Filipos, liderada por Marco António e Otávio (enquanto Lépido permaneceu em Roma), o primeiro ganhou o controle da Gália e das províncias orientais (com a tarefa de reorganizar as províncias), o segundo decidiu estabelecer-se no centro de poder em Roma, e administrar as áreas ocidentais do Império, enquanto Lépido foi progressivamente perdendo poder, enquanto continuava a ter o controle da África e da Numídia. Gradualmente a coalizão entre o triunvirato se tornou mais fraca, as relações mais desequilibradas e áreas de influência são polarizadas. 
A situação piorou com a Campanha de Perúsia em 41 a.C., desencadeada pela esposa de Marco António, Fúlvia e pelo cônsul Lúcio Antônio (irmão de Marco António), que se apresentaram como porta-vozes dos itálicos e dos senadores proeminentes, reivindicando poder consular sobre o Segundo Triunvirato. O conflito terminou com a vitória de Otávio, que o mandou Fúlvia para o exílio, mas poupou a vida de Lúcio, enviando-o para governar a Hispânia. O confronto foi resolvido, mas provocou tensão entre os dois triúnviros.

## O acordo
Marco Antonio voltou para a Itália e desembarcou em Brindisi, onde se reuniu com Otávio e com a mediação de Caio Cílnio Mecenas, os dois comandantes firmarão acordos para restaurar a paz entre eles. Foi acordado o casamento de Antonio com a irmã de Otávio, Octávia e estabeleceram uma nova divisão de poderes:
- Lépido manteve as duas Áfricas (proconsular e nova);
- Marco Antonio ficou com as Províncias Orientais (renunciando a Gália);
- Otávio ficou com as Províncias Ocidentais, Ilíria e Itália.

O Pacto de Paz foi apenas temporário, a ruptura permanente entre o triunvirato veio em 32 a.C.-31 a.C. com a Batalha de Áccio. Com a derrota de Marco Antonio e Cleópatra na batalha naval de Áccio em 31 a.C., um ano depois, Otávio se tornou o líder indiscutível da República Romana. Em 27 a.C., Otávio devolveu oficialmente o poder ao Senado, que deu origem ao período da história romana conhecido como o Império Romano.